# Arrondissement Doullens
Doullens is een voormalig arrondissement in het departement Somme in de Franse regio Hauts-de-France. Het arrondissement werd op 17 februari 1800 gevormd en op 10 september 1926 opgeheven. De vier kantons werden bij de opheffing toegevoegd aan het arrondissement Amiens.

## Kantons
Het arrondissement was samengesteld uit de volgende kantons:
- kanton Acheux-en-Amiénois
- kanton Bernaville
- kanton Domart-en-Ponthieu
- kanton Doullens